# Hôtel Ducassé
L’hôtel Ducassé est un ancien hôtel particulier construit au XIIe siècle et remanié ultérieurement, de la ville de Lectoure (Gers). Comme la plupart des hôtels de ce genre à Lectoure, son nom a changé au cours du temps, en relation avec ses propriétaires successifs. Il ne faut pas le confondre avec l’hôtel des Trois Boules, parfois aussi appelé « hôtel Ducassé » car il eut le même propriétaire.

## Situation
L’hôtel se trouve 41, rue Nationale,  à peu de distance de la cathédrale Saint-Gervais-et-Saint-Protais. Extérieurement il se distingue peu des autres immeubles de la rue, avec une façade classique.

## Histoire
L’hôtel est désigné actuellement du nom de son propriétaire au XVIIe siècle (attesté en 1682), Pierre Ducassé, juge-mage et président à la sénéchaussée et présidial d’Armagnac, qui fut également propriétaire de l’hôtel des Trois boules, actuel presbytère. L’hôtel, qu’il fit probablement rénover, avait été construit au XIIe siècle, comme en témoignent les salles conservées et inscrites aux Monuments historiques.

## Architecture
La façade nord, sur la rue Nationale, en pierre de taille du pays, offre deux étages avec chacun trois grandes fenêtres. Une corniche simple couronne la façade. Le rez-de-chaussée présente à droite une grande porte à deux battants, à arc surbaissé entre deux pilastres. La partie gauche est la vitrine d’un magasin et ne permet pas de savoir quel était son état original.
À l’intérieur, l’intérêt majeur vient des deux salles voûtées en berceau brisé dont l’intrados est orné de peintures. Le décor est pour l’essentiel abstrait : un appareil fictif de fausses pierres simulées par des joints en traits noirs. Chaque « pierre » ainsi délimitée est à son tour décorée de dessins géométriques de teintes opposées. Le faîte du berceau est souligné par une bande sur toute la longueur de la voûte, ornée de motifs géométriques : des carrés coupés par une croix, des lignes diagonales et des couleurs diverses. Alternant avec ces motifs, des figures animales en ocre s’inscrivent dans des rectangles à fond gris brun. Si la construction est estimée au XIIe siècle, les peintures sont du début du XIVe siècle.
Ces salles sont inscrites aux Monuments historiques par un arrêté du 6 janvier 1959.